# McGill
McGill – stacja metra w Montrealu, na linii zielonej. Obsługiwana przez Société de transport de Montréal (STM). Znajduje się w śródmieściu w dzielnicy Ville-Marie.